# Caroline B. Cooney
Caroline Bruce Cooney (ur. 10 maja 1947 w Genevie w stanie Nowy Jork) – amerykańska pisarka, twórczyni literatury dla młodzieży i dorosłych.
Otrzymała nagrody literackie: Award for Juvenile Literatur (za powieść Safe as the Grave), Pacific States Award i Iowa Teen Award (obie za powieść The Face on the Milk Carton), a także Romantic Book Award. Jej książki Rear View Mirror oraz wspólnie The Face on the Milk Carton i Whatever Happened to Janie? doczekały się adaptacji filmowych.
Jest rozwiedziona. Ma troje dzieci i czworo wnucząt.

## Dzieła

### Powieści
- Safe As the Grave (1979)
- Rear-View Mirror (1980)
- The Paper Caper (1981; wraz z Gailem Owensem)
- An April Love Story (1981)
- Nancy and Nick (1982)
- The Personal Touch (1982)
- He Loves Me Not (1982)
- Sand Trap (1983)
- Holly in Love (1983)
- A Stage Set for Love (1983)
- Sun, Sea and Boys (1984)
- Nice Girls Don't (1984)
- I'm Not Your Other Half (1984)

Trylogia Vampire's Promise
1. The Cheerleader (1985)
2. The Return of the Vampire (1992)
3. The Vampire's Promise (1993)

- Racing to Love (1985)
- Suntanned Days (1985)
- Trying Out (1985)
- Rumors (1985)
- All the Way (1985)
- The Bad and the Beautiful (1985)
- The Morning After (1985)
- Don't Blame the Music (1986)
- Saturday Night (1986)
- The Rah Rah Girls (1987)
- Last Dance (1987)
- Among Friends (1987)
- Saying Yes (1987)
- New Year's Eve (1988)
- The Girl Who Invented Romance (1988)
- Camp Girl-Meets-Boy (1988)
- Summer Nights (1988)

seria Losing Christina
1. Fog (1989)
2. Snow (1990)
3. Fire (1990)

- Family Reunion (1989)

seria Janie Johnson
1. The Face on the Milk Carton (1990)
2. Whatever Happened to Janie? (1993)
3. The Voice on the Radio (1996)
4. What Janie Found (2000)
5. Janie Face to Face (2013)

- Summer Love (1990)
- Camp Reunion (1991)
- The Party's Over (1991)
- Twenty Pageants Later (1991)
- Freeze Tag (1992)
- Flight Number 116 Is Down (1992)
- The Stranger (1993)
- Flight 116 Is Down! (1993)
- Perfume (1993)
- Forbidden (1993)
- Emergency Room (1994)
- Driver's Ed (1994)
- Twins (1994)
- Unforgettable (1994)

seria Both Sides of Time
1. Both Sides of Time (1995)
2. Out of Time (1996)
3. Prisoner of Time (1998)
4. For All Time (2001)

- Night School (1995)
- Flash Fire (1995)
- Operation: Homefront (1996)
- Wanted! (1997)
- The Terrorist (1997)
- What Child is This?: A Christmas Story (1997)
- Hush Little Baby (1999)
- Burning Up (1999; wyd. pol. 2000 Pożary serc)
- Tune in Anytime (1999)
- Mummy (2000)
- Mercy (2001)
- Fatality (2001)
- Goddess of Yesterday (2002)
- Evil Returns (2003)
- Fatal Bargain (2003)
- The Vampire's Promise: Deadly Offer (2003)
- Code Orange (2005)
- Hit The Road (2006)
- A Friend at Midnight (2006)
- Enter Three Witches (2007)
- Diamonds in the Shadow (2007)
- A Night to Remember (2009)
- If the Witness Lied (2009)
- They Never Came Back (2009)
- Toxic Beauty (2009)
- Deadly Rumours (2009)
- Three Black Swans (2010)
- The Lost Songs (2011)
- No Such Person (2015)

### Nowela
- Where the Deer Are (1991)